# Eesti Rahvaerakond

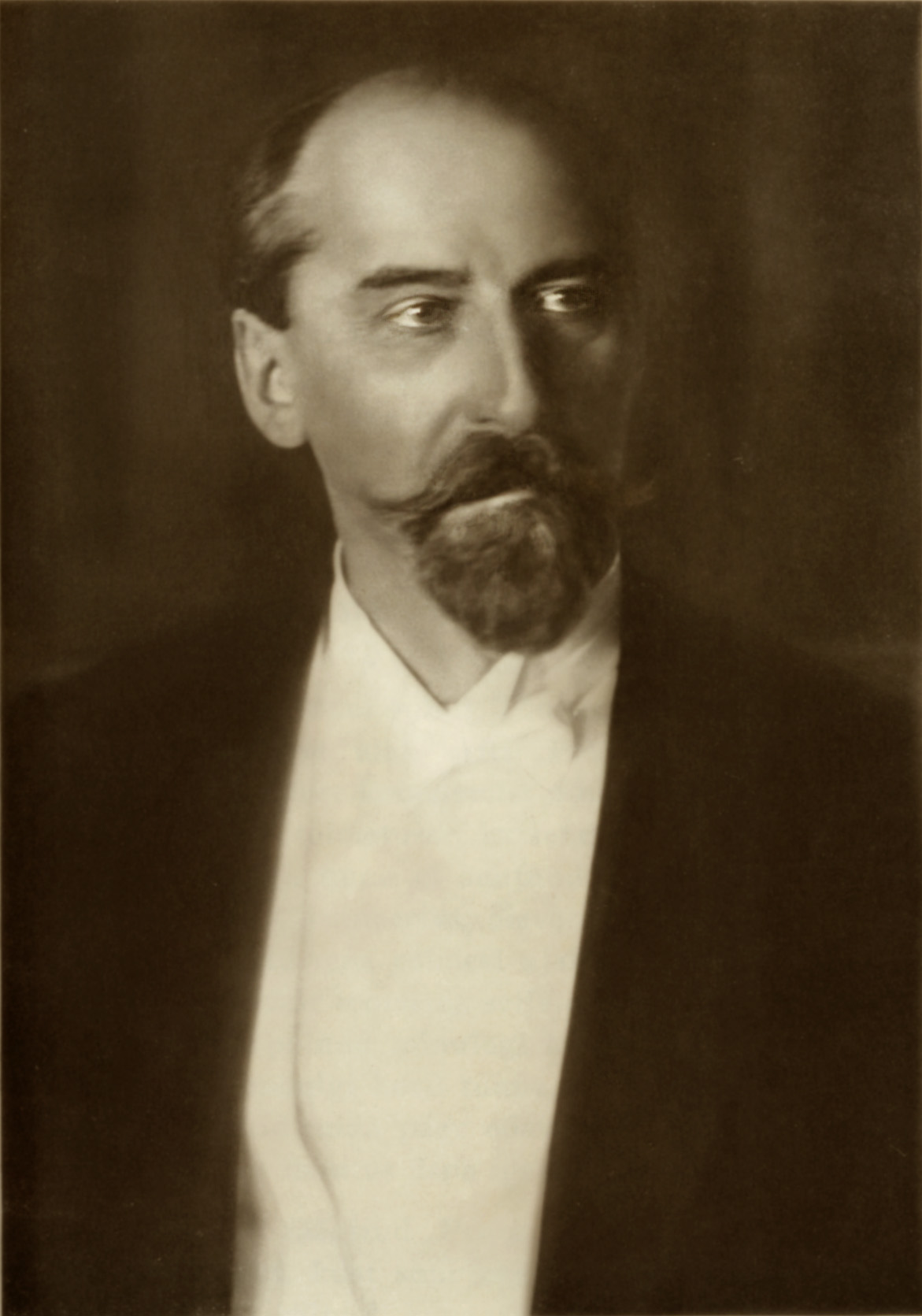
Die Leitfigur der Estnischen Volkspartei, der mehrmalige estnische Regierungschef und einflussreiche Verleger Jaan Tõnisson

Die Estnische Volkspartei (estnisch Eesti Rahvaerakond – ER) war eine konservativ-nationalliberale Partei im Estland der Zwischenkriegszeit.

## Geschichte und Programm
Die Estnische Volkspartei nahm für sich in Anspruch, die älteste politische Partei zu sein. Sie sah sich als Nachfolger der 1905 gegründeten Estnischen Nationalgesinnten Fortschrittspartei (Eesti Rahvameelne Eduerakond).
Die Estnische Volkspartei entstand als Zusammenschluss der Estnischen Demokratischen Partei (Eesti Demokraatlik Erakond) und der Estnischen Radikaldemokratischen Partei (Eesti Radikaaldemokraatlik Erakond). Nach Ausrufung der staatlichen Souveränität der Republik Estland 1918 nahm sie kurz vor den Wahlen zur Verfassungsgebenden Versammlung (Asutav Kogu) ihren neuen Namen an.
Auf dem Gründungskongress im März 1919 spaltete sich der klerikale Teil der Partei ab. Unter dem Namen Christliche Volkspartei (Kristlik Rahvaerakond) gründeten die Anhänger einer stärkeren Stellung der evangelisch-lutherischen Kirche eine eigene konfessionell ausgerichtete Partei.
Programmatisch betonte die Estnische Volkspartei die nationalen Interessen des estnischen Volkes. Sie stand wertekonservativ-nationalen Ideen nahe. Ein volksnaher estnischer Patriotismus sollten die Trennung der Gesellschaft in soziale Schichten überwinden. Die Nation sollte hierfür im jungen estnischen Staat ein einigendes Band für das gesamte Volkes schaffen. Die Partei stand für die Festigung der Demokratie und des Rechtsstaats nach westlichem Muster. Sie trat trotz einer konservativen Grundhaltung für eine soziale Marktwirtschaft unter liberalen Vorzeichen ein.
Ihre Anhängerschaft bestand größtenteils aus Intellektuellen, dem gebildeten städtischen Bürgertum, aber auch eines Teils der Landwirte. Die Partei war vor allem im Süden Estlands stark, besonders in der Universitätsstadt Tartu und dem die Stadt umgebenden Landkreis.
Charismatisch für die Partei stand der mehrmalige Regierungschef Jaan Tõnisson. Von 1919 bis 1932 war der Verleger der Zeitung Postimees ihr unumstrittener Vorsitzender. Weitere führende Politiker der ER waren Jüri Jaakson (Regierungschef 1924/25), der mehrmalige Minister August Kerem, Peter Põld von der Universität Tartu, der Tallinner Oberbürgermeister Jaan Poska und der Pädagoge Jakob Vestholm.
Im Zuge der Weltwirtschaftskrise kam es Anfang der 1930er Jahre zu mehreren Fusionierungen im estnischen Parteiensystem. Im Oktober 1931 schlossen sich die Estnische Volkspartei und die Christliche Volkspartei, die sich 1919 getrennt hatten, erneut zusammen. Im Januar 1932 entstand dann die Nationale Zentrumspartei (Rahvuslik Keskerakond) aus einer Vereinigung mit der konservativen Estnischen Arbeitspartei (Eesti Tööerakond).

## Wahlergebnisse
| Wahl | Legislaturperiode | Stimmen | Abgeordnete (Asutav Kogu=120 Mandate) (Riigikogu=100 Mandate) |
| ---- | ----------------- | ------- | ------------------------------------------------------------- |
| 1919 | Asutav Kogu       | 4,4 %   | 5                                                             |
| 1920 | 1. Riigikogu      | 10,4 %  | 10                                                            |
| 1923 | 2. Riigikogu      | 7,5 %   | 8                                                             |
| 1926 | 3. Riigikogu      | 7,4 %   | 8                                                             |
| 1929 | 4. Riigikogu      | 8,9 %   | 9                                                             |